# Dactylonax palpator
Dactylonax palpator é uma espécie de marsupial da família Petauridae. Endêmica da ilha de Nova Guiné. É a única espécie descrita para o gênero Dactylonax.